# Бакштейн, Иосиф Маркович
Ио́сиф Ма́ркович Бакште́йн (21 сентября 1945, Москва — 12 января 2024, Лондон) — советский и российский искусствовед, художественный критик, куратор и культуролог. Директор Института проблем современного искусства. Входил в топ-50 самых влиятельных лиц в российском искусстве по версии журнала «Артхроника».

## Биография
- 1945 — родился в Москве.
- 1968 — окончил Московский институт электронного машиностроения.
- 1985 — окончил аспирантуру Института социологии РАН, кандидат философских наук.
- 1995 — член AICA
- 2008 — лауреат премии Федерации еврейских общин России «Человек года» (2008)

Умер 12 января 2024 года в возрасте 78 лет в Лондоне после продолжительной болезни.

## Профессиональная деятельность

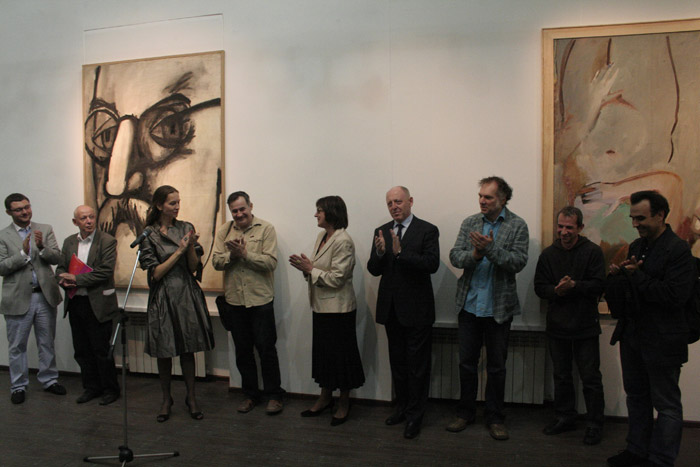
Открытие выставки Товарищество «Искусство или смерть». Москва, 2009. Слева направо: Василий Церетели, Иосиф Бакштейн, Ольга Голованова, Юрий Шабельников, представитель музея, Александр Погорельский, Валерий Кошляков, Александр Кисляков, Александр Сигутин.

- 2009 — вошёл в попечительский совет фонда «Виктория — Искусство Быть Современным».
- С 2007 — комиссар Московской биеннале современного искусства.
- С 2001 — заместитель генерального директора Государственного музейно-выставочного центра РОСИЗО.
- С 1991 — директор Института проблем современного искусства (ИПСИ), Москва.
- С 1991 — ведущий научный сотрудник Российского института культурологии (Федеральное государственное научно-исследовательское учреждение).
- С 2003 — заведующий Сектором современной художественной культуры.
- 1974—1991 — старший научный сотрудник ЦНИЭП им. Б. С. Мезенцева (Государственный комитет по гражданскому строительству при Госстрое СССР).
- 1969—1974 — старший инженер Центрального экономико-математического института АН (ЦЭМИ АН СССР).
- 1968—1969 — инженер-лаборант Научно-исследовательского института автоматической аппаратуры им. акад. В. С. Семенихина (НИИАА)

## Основные кураторские проекты
- 2011 — Практика повседневности. Молодые русские художники из России. Кураторы: Иосиф Бакштейн, Дэвид Торп. Художники: Татьяна Ахметгалиева, Ольга Божко, Александр Дитмаров, Юлия Ивашкина, Сергей Огурцов, Таус Махачева, Анна Титова, Арсений Жиляев. Calvert 22. Лондон, Великобритания. 23 марта — 29 мая 2011.
- 2010 — Урок истории. Palais de Tokyo, Париж, Франция. 12 — 27 июня.
- 2009 — 3-я Московская биеннале современного искусства. Комиссар. 25 сентября — 25 октября.
- 2008—2009 — Русское искусство: парадоксы истории. Кураторы: Иосиф Бакштейн, Яра Бубнова. В рамках Года России в Болгарии. Национальная Художественная Академия, София, Болгария. 15 декабря 2008 — 7 января 2009.
- 2008 — Илья и Эмилия Кабаковы. Московская ретроспектива. «Ворота», ГМИИ им. А. С. Пушкина / «Альтернативная история искусств», ЦСК «Гараж» / «Красный вагон», ЦСК «Гараж» / «Жизнь мух», ЦСИ ВИНЗАВОД, Цех Белого / «Туалет», ЦСИ ВИНЗАВОД / «Игра в теннис», ЦСИ ВИНЗАВОД, Галерея М&Ю Гельман. В рамках программы «Классика современного искусства». 15 сентября — 15 октября.
- 2007 — 2-я Московская биеннале современного искусства. Комиссар, куратор и координатор. 01 марта — 01 апреля.
- Йоко Оно. Одиссея таракана. Кураторы: Иосиф Бакштейн, Филипп Додд. В рамках 2-й Московской биеннале современного искусства. Торговый дом ЦУМ. 31 мая — 24 июня.
- 2006 — Норман Фостер. «Пространство и время». ГМИИ им. А. С. Пушкина. 25 апреля — 2 июля.
- The Origin of Species. Art in the Age of Social Darwinism. The Museum of Modern Art, Toyama, Hiroshima City Museum of Contemporary Art. Япония.
- 2005 — 1-я Московская биеннале современного искусства. Куратор. 28 января — 28 февраля.
- Ангелы истории. Московский концептуализм и его влияние (Angels of History. Moscow Conceptualism and its influence). Кураторы: Иосиф Бакштейн, Барт де Бар (Bart De Baere). MUHka (Museum van Hedendaagse Kunst Antwerpen), Антверпен, Бельгия. 17 сентября — 27 ноября.
- 2003 — В сторону экрана. Современное видео искусство. (On the Way to the Screen). Художники: A-K.Dolven, G.Gussin, Soo ja Kim, B.Melhus, S.Neshat, J.Toomik. Кураторы: Иосиф Бакштейн, Виктор Мизиано. Центр современного искусства Чувашского государственного художественного музея, Чебоксары. 2 — 17 апреля.
- 2002 — Video Zone. 1-я международная биеннале видеоискусства. Со-куратор. Tel Aviv Cinematheque, Тель-Авив, Израиль.
- Мона Хатум. «Степень отчуждения» (Mona Hatoum. «Measure of Distance»). Центральный дом художника, Москва. 24 апреля — 8 мая.
- Российская экспозиция на Европейской биеннале современного искусства MANIFRSTA 4. Художники: Антон Литвин, Людмила Горлова, группа «Радек». Франкфурт-на-Майне, Германия. 25 мая — 25 августа.
- Российская экспозиция на 25-й Биеннале в Сан-Паулу. Художник: Сергей Братков. Сан-Паулу, Бразилия. 23 марта — 2 июня.
- 2001 — В сторону экрана. Современное видео искусства. (On the Way to the Screen). Художники: A-K.Dolven, G.Gussin, Soo ja Kim, B.Melhus, S.Neshat, J.Toomik. Кураторы: Иосиф Бакштейн, Виктор Мизиано. Центральный дом художника, Москва. В рамках некоммерческой программы 5-й Международной художественной ярмарки АРТ Москва. Центральный дом художника, Москва. 24 — 29 апреля.
- 2000 — Обратные перспективы (Inverse Perspectives). (D.Almond, S.Bratvov,A.Bule, K.Geers, L.Gorlova, T.Hunter, A.Keskula V.Komar & A.Melamid, R.Meel, S.st Laurent, E. Rakauskaite, E-L.Semper, A-S.Siden, J.Vinitsky). Edsvik Konst Och Kultur, Стокгольм, Швеция.
- 1999 — Виталий Комар, Александр Меламид. «Collaboration With Animals». 48-я Венецианская Биеннале, Российский павильон. Венеция, Италия.
- 1998 — Медиализация (Medialization). (AES Group, E-L.Ahtila, A.Brener, O.Chernyshova, Dellbrugge — deMoll, J.Geismar, K.Geers, IRWIN Ggroup, R.El Hassan, CM von Hauswollf, P.Kogler, O.Kulik, Z.Libera, S.Moral, N.Navridis, A.Serrano, Soo ja Kim, E.Koch, N.Solakov, Z.Tiehai, M.Toporovich, F.Wretman,U.Tzaig, N.Zubovic). Edsvik Konst Och Kultur, Стокгольм, Швеция.
- 1997 — Русский акционизм и его контекст (Russian Actionism and Its Context). Кураторы: И.Бакштейн, Джоанна Кандл. Secession, Вена, Австрия.
- Collective Action. Кураторы: Иосиф Бакштейн, Елена Елагина. Exit Art. Нью-Йорк, США. 18 июля — 30 сентября.
- 1995 — Ноэль Хардинг. Антигерои. Центральный дом художника, Москва.
- 1995 — Частный взгляд на войну. (Совместно с Немецким культурным центром им. Гёте). Музей «Дом на набережной», Москва.
- 1994 — Евгений Юфит. Новые тенденции в некрореализме. Кураторы: Иосиф Бакштейн, Екатерина Андреева. Галерея «Беляево», Москва. Январь.
- 1994 — Двадцать лет Бульдозерной выставке. Кураторы: Иосиф Бакштейн, Александр Глезер, Александра Обухова, Лариса Пятницкая. Выставочный зал «Дом 100», Москва. 15 — 30 сентября.
- 1994 — Монументы: трансформация для будущего. Кураторы: Иосиф Бакштейн, Вера Погодина, Йоханнес Саар. Kunstihoone, Таллин.
- 1993—1994 — Выбор Сталина: советский соц-реализм. 1932—1956 (Stalin’s Choice: Soviet Socialist Realism. 1932—1956). Кураторы: Алана Хейс, Катрин Беккер, Зденка Габалова, Иосиф Бакштейн. MoMA PS1, Нью-Йорк, США. 21 ноября 1993 — 24 февраля 1994.
- 1993 — Перспективы концептуализма (Perspectives of Conceptualism). Художественный музей Северной Каролины, Raleigh, США.
- 1993 — Монументы: трансформация для будущего. Кураторы: Иосиф Бакштейн, Вера Погодина. Организаторы: Института современного искусства и International Curators Inc. Центральный дом художника, Москва; World Financial Center, Нью-Йорк, США.
- 1993 — Персональная выставка Конрада Аткинсова (Великобритания). Кураторы: Иосиф Бакштейн, Вера Погодина. Фотоцетр, Москва.
- 1993 — Art Hamburg. Международная ярмарка восточноевропейского искусства. Hamburg Messe, Гамбург, Германия.
- 1992 — Сердца четырёх. Кураторы: Иосиф Бакштейн, Вера Погодина. Дом офицеров, Москва.
- 1992 — Выставка московских концептуалистов. Организована Институтом современного искусства. Бутырская тюрьма, Москва.
- 1992 — Иллюстрация как способ выживания: Юло Соостер — Илья Кабаков (Illustration as a Way to Survive: Ülo Sooster — Ilya Kabakov). Кураторы: Иосиф Бакштейн, Катрин де Зингер. Kanaal Art Foundation, Koninklijke Academie voor Schone Kunsten, Kortrijk — Belgium. 10 октября — 20 декабря.
- 1991 — Перспективы концептуализма (Perspectives of Conceptualism). The University of Hawaii Art Gallery, Гонолулу; Clocktower Gallery, MoMA PS1, Нью-Йорк, США.
- 1991 — MANI Museum. 40 Moskauer Kuenstler im Frankfurter Karmelitenkloster / Музей МАНИ. 40 московских художников во Франкфурте-на-Майне. Кураторы: И.Бакштейн, С.Ромашко. Karmelitenkloster Франкфурт-на-Майне, Германия. 25 марта — 25 апреля.
- 1991 — Оптика взгляда. (Ида Аппельбург, Мария Серебрякова). Выставочный зал Пролетарского района в Пересветовом переулке, Москва.
- 1991 — Визит. Выставочный зал Пролетарского района в Пересветовом переулке, Москва.
- 1991 — Посещение (выставка Клуба Авангардистов). Выставочный зал Пролетарского района в Пересветовом переулке, Москва.
- 1990—1991 — Между весной и летом. Советское концептуальное искусства в эру позднего коммунизма (Between Spring and Summer. Soviet Art in the Era of Late Communism). Кураторы: Дэвид Росс, Элизабет Зюссман, Маргарита Тупицына, Иосиф Бакштейн). Takoma Art Museum, Такома, Вашингтон. 15 июня — 9 сентября — ICA, Бостон, Массачусетс. 1 ноября 1990 — 6 января 1991 — Des Moines Art Centre, Де Муанес, Айова. 16 февраля — 31 марта.
- 1990 — ИСKUNSTВО. Часть 3. Кураторы: Иосиф Бакштейн, Елена Курляндцева, Лиза Шмитц. Kulturhuset, Стокгольм, Швеция
- 1990 — Персональная выставка Kwan Soo Park (Южная Корея). Выставочный центр «В Пересветовом переулке», Москва.
- 1990 — Особенные истории: Конрад Аткинсон и Андрей Монастырский. Выставочный зал Пролетарского района в Пересветовом переулке, Москва.
- 1990 — Шизокитай: Галлюцинация у власти (выставка-акция Клуба авангардистов). Строительный павильон ВДНХ на Фрунзенской наб., Москва. С 12 октября.
- 1989 — ИСKUNSTВО. Часть 2. Кураторы: Иосиф Бакштейн, Лиза Шмитц. Строительный павильон ВДНХ на Фрунзенской наб., Москва.
- 1989 — Перспективы концептуализма (выставка Клуба авангардистов). Выставочный зал Пролетарского района в Пересветовом пер., Москва. 7 — 25 июня.
- 1989 — Исследование документации. Фотообъекты группы КД. Кураторы: Иосиф Бакштейн, Елена Елагина. Галерея на Каширке (Выставочный зал Красногвардейского района на ул. Ак. Миллионщикова), 15 — 26 ноября.
- 1989 — Дорогое искусство. Кураторы: Иосиф Бакштейн, Елена Курляндцева. Дворец молодежи, Москва.
- 1988 — ИСKUNSTВО. Часть 1. Кураторы: Иосиф Бакштейн, Лиза Шмитц. Москва — Западный Берлин, Художественная мастерская Вокзал Вестэнд / Общество Карла Хофера.
- 1988 — Баня (выставка-акция Клуба авангардистов). Кураторы: Иосиф Бакштейн, Гия Абрамишвили. Мужское отделение Сандуновских бань, Москва. 12 — 19 января.
- 1988 — 2-я выставка Клуба авангардистов. Выставочный зал Пролетарского района в Пересветовом переулке, Москва. 8 июня — 3 июля.
- 1987 — Пароход (акция). Москва.
- 1987 — Творческая атмосфера и художественный процесс. 1-я выставка Клуба авангардистов. Кураторы: Иосиф Бакштейн, Свен Гундлах. Выставочный зал Пролетарского района на Восточной ул., Москва. Март — апрель.